# Белзька міська територіальна громада
Белзька міська громада — територіальна громада в Україні, в Шептицькому районі Львівської області. 
Площа громади — 461,5 км², населення — 14 827 мешканців, з яких 11 598 - сільське населення, 3 229 - міське.

## Населені пункти
У складі громади 2 міста (Белз, Угнів) та 22 села: Ванів, Вербове, Воронів, Глухів, Діброва, Домашів, Жужеляни, Заболоття, Заставне, Карів, Корчів, Михайлівка, Муроване, Низи, Острівок, Перемисловичі, Піддубне, Себечів, Стаївка, Тяглів, Хлівчани, Цеблів.